# Erik Rush
Pour les articles homonymes, voir Rush.
Erik Rush, né le 21 juin 1988, est un joueur américain naturalisé suédois de basket-ball. Il évolue aux postes d'arrière et d'ailier.

## Biographie
Le 26 juillet 2016, il signe en France avec la JL Bourg.
En décembre 2016 il quitte l'équipe.